# Magnar Isaksen
Magnar Nikolai Isaksen (* 13. Oktober 1910 in Kristiansund; † 8. Juni 1979 in Oslo) war ein norwegischer Fußballspieler.

## Karriere

### Verein
Isaksen begann seine Spielerkarriere 1925 in seiner Heimatstadt bei Kristiansund FK. 1933 wechselte er zu Lyn Oslo, wo er bis 1946 spielte. Mit diesem Verein gewann er 1945 und 1946 den norwegischen Fußballpokal.

### Nationalmannschaft
Zwischen 1936 und 1938 absolvierte Isaksen 14 Länderspiele für Norwegen, in denen er fünf Tore erzielte.
Bei den Olympischen Spielen 1936 in Berlin erzielte er beide norwegische Treffer beim 2:0-Sieg im Viertelfinalspiel gegen Deutschland. Am Spiel um die Bronzemedaille gegen Polen konnte er aufgrund einer Verletzung, die er sich im Halbfinale gegen Italien zugezogen hatte, nicht teilnehmen.
Anlässlich der Fußball-Weltmeisterschaft 1938 in Frankreich wurde Isaksen in das norwegische Aufgebot berufen und kam im Achtelfinalspiel gegen Weltmeister Italien an der Seite seines Vereinskollegen Arne Brustad zum Einsatz.

## Erfolge
- Olympische Bronzemedaille: 1936
- Norwegischer Pokalsieger: 1945 und 1946